# Plectiscidea fuscicornis
Plectiscidea fuscicornis là một loài tò vò trong họ Ichneumonidae.